# 132-га піхотна дивізія (Третій Рейх)
132-га піхотна дивізія (Третій Рейх) (нім. 132. Infanterie-Division) — піхотна дивізія Вермахту за часів Другої світової війни.

## Історія
132-га піхотна дивізія була сформована 5 жовтня 1940 в Ландсгуті в VII-му військовому окрузі (нім. Wehrkreis VII) під час 11-ї хвилі мобілізації Вермахту.

## Райони бойових дій
- Німеччина (жовтень 1940 — квітень 1941);
- Югославія (квітень — червень 1941);
- СРСР (південний напрямок) (червень — жовтень 1941);
- СРСР (Крим) (жовтень 1941 — серпень 1942);
- СРСР (північний напрямок) (вересень 1942 — жовтень 1944);
- Курляндський котел (жовтень 1944 — травень 1945).

## Командування

### Командири
- генерал-майор, з 1 грудня 1941 генерал-лейтенант Рудольф Зінценіх (нім. Rudolf Sintzenich) (5 жовтня 1940 — 11 січня 1942);
- генерал-майор, з 1 січня 1943 генерал-лейтенант Фріц Ліндеман (нім. Fritz Lindemann) (11 січня 1942 — 12 серпня 1943);
- генерал-майор, з 1 червня 1944 генерал-лейтенант Герберт Вагнер (нім. Herbert Wagner) (12 серпня 1943 — 8 січня 1945);
- оберст, з 1 березня 1945 генерал-майор Рудольф Август Демме (нім. Rudolf August Demme) (8 січня — 8 травня 1945).

## Нагороджені дивізії
Нагороджені дивізії
Нагороджені Сертифікатом Пошани Головнокомандувача Сухопутних військ для військових формувань Вермахту
- 21 червня 1942 — 5-та піхотна рота 436-го піхотного полку за бойові заслуги під час боїв за Керч 19 травня 1942 (1060);

Нагороджені Сертифікатом Пошани Головнокомандувача Сухопутних військ для військових формувань Вермахту за збитий літак противника
- 19 липня 1942 — 8-ма піхотна рота 437-го піхотного полку за дії 20 березня 1942 (186);
- 16 серпня 1943 — 11-та гренадерська рота 436-го гренадерського полку за дії 31 липня 1942 (376);
- 16 серпня 1943 — II. гренадерський батальйон 436-го гренадерського полку за дії 31 липня 1942 (377);
- ? 1944 — 3-тя гренадерська рота 436-го гренадерського полку за дії 4 липня 1944 (580).

|  | Кавалери Нагрудного знаку ближнього бою в золоті                                                           | 5  |
|  | Кавалери Золотого Німецького Хреста                                                                        | 76 |
|  | Кавалери Лицарського хреста Залізного хреста                                                               | 14 |
|  | Кавалери Почесної відзнаки Сухопутних військ «Почесна застібка на орденську стрічку для Сухопутних військ» | 36 |
|  | Кавалери ордену Михая Хороброго III ступеня (Румунія)                                                      | 1  |

- Нагороджені Сертифікатом Пошани Головнокомандувача Сухопутних військ (7)
- Нагороджені Сертифікатом Пошани Головнокомандувача Сухопутних військ за збитий літак противника (1)